# Fırat Pozan
Fırat Pozan (* 19. November 1989 in Elazığ) ist ein türkischer Taekwondoin. Er startet in der Gewichtsklasse bis 58 Kilogramm.
Pozan kam mit elf Jahren beim Verein Gazi Osman Paşa Kulübü zum Taekwondo. Seit dem Jahr 2005 gehört er zur Nationalmannschaft. Seine ersten internationalen Titelkämpfe bestritt Pozan bei der Junioreneuropameisterschaft 2005 in Baku, wo er in der Klasse bis 48 Kilogramm das Finale erreichen und Silber gewinnen konnte. Im gleichen Jahr debütierte er auch im Erwachsenenbereich bei der Europameisterschaft in Riga. Überraschend zog er in der Klasse bis 54 Kilogramm ins Halbfinale ein und gewann Bronze. Bei seiner ersten Weltmeisterschaft 2007 in Peking schied Pozan im Auftaktkampf aus. Erfolgreich verlief die Europameisterschaft 2008 in Rom. In der Klasse bis 58 Kilogramm zog er ins Halbfinale ein und gewann erneut eine EM-Bronzemedaille. Pozan konnte bei der Weltmeisterschaft 2011 in Gyeongju das Achtelfinale erreichen, wo er gegen Yulis Mercedes ausschied, aber sein bislang bestes WM-Ergebnis erzielte. Im folgenden Jahr erreichte er bei der Europameisterschaft in Manchester das Halbfinale. Nach einer Niederlage gegen Moussia Cissé gewann er seine bereits dritte EM-Bronzemedaille.